# Episodi di Doraemon (serie animata 2005) (quinta stagione)
Questa è la lista degli episodi della quinta stagione dell'anime 2005 di Doraemon.
In Giappone è stata trasmessa su TV Asahi, dal 9 gennaio al 31 dicembre 2009, mentre in Italia su Boing, dal 6 aprile 2016 al 28 aprile 2017.

## Episodi
| Nº  | Titolo italiano Giapponese 「Kanji」 - Rōmaji | In onda           | In onda           |
| Nº  | Titolo italiano Giapponese 「Kanji」 - Rōmaji | Giapponese        | Italiano          |
| 131 | Il tesoro di Nobizaemon 「のび左エ門の秘宝」 - Nobizaemon no hihō | 9 gennaio 2009    | 6 aprile 2016     |
| 131 | Il padre di Nobita organizza una caccia al tesoro per il figlio, alla quale partecipano anche gli amici di quest'ultimo; essi rimangono tuttavia delusi quando scoprono che il "tesoro" è un semplice regalo di Capodanno. Nobita chiede allora al padre se possiede una mappa di un vero tesoro e lui gli mostra la mappa di Nobizaemon. Doraemon e Nobita tornano così nel passato, dove ritrovano l'antenato di Nobita, Nobisaku (e quelli di Shizuka, Gian e Suneo), anch'essi impegnati nella ricerca del tesoro. Tuttavia tale tesoro viene cercato anche da alcuni banditi, che prendono in ostaggio l'antenato di Nobita e lo obbligano a collaborare. Doraemon e Nobita riescono però a sconfiggere i banditi e ad aiutare Nobisaku a trovare il "tesoro", per poi scoprire che anch'esso era un semplice regalo di Capodanno: questo rende furiosi gli amici di Nobisaku, che se la prendono con lui. |                   |                   |
| 132 | Il lettore di sogni 「のび太の夢物語」 - Nobita no yumemonogatari | 16 gennaio 2009   | 7 aprile 2016     |
| 132 | I genitori si arrabbiano con Nobita per il suo comportamento e lo mandano a dormire. Per rendere Nobita felice Doraemon gli mostra il lettore di sogni, un chiusky che permette di scegliere l'argomento del proprio sogno. Nobita decide di avere un sogno istruttivo, ma poco dopo si annoia e decide di cambiare argomento. Ripete tuttavia questa operazione troppe volte, tanto da creare un malfunzionamento nel chiusky, che intrappola Nobita nel mondo onirico. Solo in seguito il ragazzo capisce che tutto ciò era stato un espediente che il sogno istruttivo aveva adottato per non far annoiare Nobita: il messaggio finale era infatti quello di essere coerenti con la decisione presa. |                   |                   |
| 133 | Nobita si fa in quattro 「半分の半分のまた半分」 - Hanbun no hanbun no mata hanbunLa bambola daruma 「あの日あの時あのダルマ」 - Anohianotoki ano daruma | 23 gennaio 2009   | 8 aprile 2016     |
| 133 | Nobita e Doraemon vogliono guardare due programmi televisivi differenti così, tramite una speciale spada, quest'ultimo divide la televisione in due. In seguito Nobita riceve una telefonata da Shizuka: volendo sia recarsi dall'amica che guardare la televisione, usa la spada su sé stesso: ottiene così due Nobita, entrambi più piccoli dell'originale. In seguito incontra sia Gian che lo zio: il primo lo obbliga a giocare a baseball, il secondo gli chiede di aiutarlo a cercare una lente a contatto che aveva smarrito; per accontentare entrambi, si deve dividere altre due volte. Nobita, seppur piccolissimo, riesce comunque ad arrivare a casa di Shizuka.Nobita perde un prezioso anello appartenente alla madre; grazie all'aiuto di Doraemon riesce a ritrovarlo, tuttavia Gian e Suneo informano Tamako dell'accaduto, rendendola furiosa. Nobita, stufo dei rimproveri, si mette a ripensare ai momenti in cui era piccolo, nei quali la nonna lo aiutava: si ricorda così che lei gli aveva regalato una Daruma, insegnandogli che, anche dopo un errore, deve sempre trovare la forza di rialzarsi (come la bambola, che non cade mai a terra). Toccato dal ricordo, Nobita chiede così scusa alla madre e si mette a studiare. |                   |                   |
| 134 | Il giorno di San Valentino 「のび太としずかの愛の家」 - Nobita to Shizuka no ai no ieNobita l'invincibile 「勝利をよぶチアリーダーてぶくろ」 - Shōri o yobu chiarīdā tebukuro | 13 febbraio 2009  | 11 aprile 2016    |
| 134 | Nobita è invidioso di Dekisugi, poiché tutte le ragazze - tra cui Shizuka - gli hanno fatto dei regali per la festa di San Valentino, mentre lui non ne ha ricevuto nessuno. Doraemon posiziona allora nel parco abbandonato una speciale abitazione che riesce a far innamorare le persone che stanno al suo interno. Nobita invita Shizuka e inizialmente riesce nell'intento; in seguito Shizuka è costretta ad assentarsi, tuttavia entra nell'abitazione Jaiko (che si innamora di Nobita) e in seguito Gian, che si innamora di Suneo. Doraemon riesce infine a riportare la situazione alla normalità, tuttavia Shizuka rimane furiosa per il trucco usato da Nobita.Nobita gioca a Othello con Suneo, tuttavia due ragazze che assistevano alla partita parteggiavano per quest'ultimo e gli davano suggerimenti. Doraemon mostra allora a Nobita i guanti supporter, capaci di far supportare agli spettatori una persona e di portarla così alla vittoria. Nobita ottiene così la sua rivincita a Othello, tuttavia Suneo lo sfida prima nella corsa, a sumo e poi a lottare contro Gian; Nobita - grazie ai guanti - risulta sempre vincitore. In seguito Nobita viene inseguito da Gian e Suneo, furiosi, e si ritrovano a correre in una maratona: Shizuka indossa i guanti e supporta Nobita, tanto da farlo arrivare primo nella competizione. Non appena torna a casa tuttavia Nobita viene rimproverato da Nobisuke per non aver studiato però il ragazzo fa indossare a Tamako i guanti che incita così il figlio a sgridare a sua volta il padre. |                   |                   |
| 136 | Il parco safari degli animali fantastici 「空想動物サファリパーク」 - Kūsō dōbutsu safaripāku | 27 febbraio 2009  | 12 aprile 2016    |
| 136 | Suneo si vanta di essere stato in un ranch e dice, in presenza di Gian e Shizuka, che Nobita non sarebbe capace di cavalcare; quest'ultimo rivela invece di aver cavalcato un unicorno. Il gruppo si reca così da Doraemon, che mostra a tutti una speciale navetta per giungere nel Parco safari degli animali fantastici, costruito nel XXII secolo. La navetta ha tuttavia solo quattro posti e, dopo un sorteggio, Suneo viene escluso; quest'ultimo tuttavia - desideroso di visitare il parco - entra al posto di Doraemon. Il ragazzo perde in seguito il controllo della navetta e si ritrova in una zona del parco isolata; Nobita, Gian e Shizuka riescono invece a cavalcare un unicorno e a osservare numerose creature fantastiche. Infine, grazie all'aiuto di Doraemon - nel frattempo sopraggiunto - e dell'unicorno Suneo viene ritrovato sano e salvo. |                   |                   |
| 137 | Un furto esplosivo dal ventiduesimo secolo 「未来世界の怪人」 - Mirai sekai no kaijin | 13 marzo 2009     | 13 aprile 2016    |
| 137 | Doraemon, Nobita, Shizuka e Suneo scoprono che Gian possiede numerosi chiusky e che li usa per fare scherzi; tali gadget provengono da una borsa che aveva trovato per caso. I quattro incontrano in seguito una misteriosa figura che dice di essere un agente segreto che deve trovare la borsa; vengono poi a conoscenza del fatto che la persona in questione è uno spietato ladro proveniente dal futuro e che la borsa contiene una pericolosissima bomba. Gian e il resto del gruppo riescono a fuggire in tempo, ma sono rapidamente inseguiti dal ladro e costretti ad arrendersi. Casualmente, la madre di Gian incontra il figlio, il quale fugge per evitare di essere rimproverato e si nasconde dietro al ladro; la donna colpisce così il ladro, facendogli perdere i sensi, per poi punire Gian per l'accaduto. |                   |                   |
| 139 | Il mondo al centro della Terra prima parte 「ようこそ、地球の中心へ（前編）」 - Yōkoso, chikyū no chūshin e (zenpen) | 1º maggio 2009    | 14 aprile 2016    |
| 139 | Nobita e Shizuka trovano una profonda buca sulla collina dietro la scuola e si chiedono a cosa serva; Nobita ipotizza che conduca verso una civiltà sotterranea, tuttavia Suneo - sopraggiunto in quel momento - lo smentisce dicendo che in realtà era un vecchio pozzo. Doraemon usa allora le spille e il microfono del club dei dissidenti, con il quale si possono far accettare alle persone teorie riconosciute come false e tramite cui è possibile modificare la realtà. I due creano così un vero mondo al centro della Terra e plasmano delle creature affinché possano vivere là. In seguito insegnano loro come accendere un fuoco o come costruire un'abitazione; possono quindi osservare la rapida evoluzione della civiltà dei Sottoterranei e mostrare a Shizuka tale mondo. |                   |                   |
| 140 | Il mondo al centro della Terra seconda parte 「ようこそ、地球の中心へ（後編）」 - Yōkoso, chikyū no chūshin e (kōhen) | 8 maggio 2009     | 15 aprile 2016    |
| 140 | Poiché Gian e Suneo prendono in giro Nobita per la sua teoria del mondo al centro della Terra, il ragazzo decide di mostrare anche a loro la civiltà sotterranea; ritornato nel mondo scopre che si sono evoluti ancora di più e che hanno appreso l'uso della parola. Gian e Suneo trovano nel sottosuolo un lingotto d'oro e lo portano in superficie, tuttavia un malvagio signore li scopre e li obbliga a condurli nel mondo sotterraneo; tornato in superficie l'uomo dichiara che il sottosuolo è pieno di ricchezze e decide di ritornare con altre persone. Per evitare che la quiete del mondo dei Sottoterranei venga turbata, Nobita decide di gettare il microfono nella buca: così facendo il popolo sarebbe continuato ad esistere, ma gli umani non sarebbero riusciti ad entrare nel loro mondo. Nobita è comunque soddisfatto della propria scelta, sapendo che il popolo non lo avrebbe mai dimenticato. |                   |                   |
| 141 | Shizuka e la pozione trasformati 「しずかちゃんが消えた!?」 - Shizukachan ga kieta!? | 15 maggio 2009    | 18 aprile 2016    |
| 141 | Nobita si appresta ad andare al compleanno di Shizuka e anche sua madre gli dà un regalo da offrire; contemporaneamente Doraemon mostra a Nobita la scatola della pozione trasformati, per farlo diventare un gatto e fargli scacciare un topo che lo aveva spaventato. Poco dopo Doraemon dà all'amico la pozione dall'effetto opposto e Nobita si reca da Shizuka, tuttavia per sbaglio insieme al suo regalo offre all’amica la scatola contenente il chiusky. La ragazza, all’insaputa di tutti, beve la pozione e – poiché stava osservando un gatto – si trasforma in una gattina. In seguito, non venendo riconosciuta, è costretta a vagare per la città e per sbaglio cade in un fiume; viene salvata da un gatto randagio di nome Blacky, che odia gli umani per averlo abbandonato. In seguito Blacky si affeziona alla “gattina” e, dopo aver scoperto che Shizuka è una ragazza, cambia la sua opinione sul genere umano. |                   |                   |
| 142 | La proposta di matrimonio 「のび太のプロポーズ作戦」 - Nobita no puropōzu sakusen | 22 maggio 2009    | 19 aprile 2016    |
| 142 | Il giorno dell'anniversario di matrimonio di Nobisuke e Tamako, durante la cena, Nobita chiede ai genitori chi abbia fatto la proposta di matrimonio. I due danno due versioni completamente differenti e anche Doraemon, con un rivelatore di bugie, non riesce a stabilire chi menta, poiché entrambi sembrano dire la verità. Doraemon e Nobita tornano così indietro nel tempo, tuttavia scoprono che Nobisuke era arrivato in ritardo all'appuntamento e che i loro genitori avevano di conseguenza litigato. A causa di una serie di equivoci, i genitori di Nobita cominciano a pensare di non volersi più sposare e Nobita inizia lentamente a scomparire. Usando dei robot capaci di prendere l'aspetto di una persona, Doraemon e Nobita provano a far riappacificare Nobisuke e Tamako. Il loro tentativo ha esito positivo e i genitori di Nobita si dichiarano amore eterno. |                   |                   |
| 143 | Tutti in forma! 「ドラえもんがダイエット!?」 - Doraemon ga daietto!?Il mistero della busta perduta 「野比家の家計が大ピンチ!」 - Nobi-ka no kakei ga dai pinchi! | 29 maggio 2009    | 6 settembre 2016  |
| 143 | Doraemon crede che Mii-chan trovi buffa la sua testa rotonda, così decide di usare un chiusky per perdere peso, consistente in un tunnel che - se percorso - permette di ingrassare o dimagrire; a causa di una svista, Doraemon però ingrassa e quando prova a rientrarci esso si rompe. Nobita decide così di aiutare l'amico a perdere peso e, insieme a un maialino-robot con funzione di allenatore, dà inizio a una lunga serie di esercizi. Alla fine della giornata, Doraemon così non solo recupera il proprio peso, ma scopre anche che era stato vittima di un equivoco, poiché Mii-chan in realtà ama il suo aspetto. Nobisuke torna dal lavoro, ma scopre di avere perso lo stipendio; poiché ha un vuoto di memoria, Nobita si reca indietro nel tempo con Doraemon per scoprire cosa è accaduto realmente. Mentre i due aspettano sono aggrediti da un cane randagio, che li costringe a fuggire e a effettuare un secondo tentativo, nel quale si fanno consegnare subito da Nobisuke il denaro; sono tuttavia nuovamente inseguiti dal cane, e nella fuga perdono lo stipendio. Tutto però si risolve, poiché un poliziotto trova la busta e la fa avere a Nobisuke, il quale non riesce però a comprendere la dinamica dei fatti. |                   |                   |
| 144 | Self-Mask, un paladino su misura 「正義の味方セルフ仮面」 - Seiginomikata serufu kamen | 5 giugno 2009     | 6 settembre 2016  |
| 144 | Dopo avere visto un programma televisivo, Nobita sogna di avere un paladino della giustizia capace di aiutarlo nel caso si trovi in difficoltà; la mattina seguente, si accorge di non avere svolto i propri compiti, ma viene aiutato da Self-Mask, un misterioso supereroe avvolto in un turbante. Durante la giornata Self-Mask aiuta così Nobita, tanto che il ragazzo decide di approfittarsi di lui, mettendosi nei guai anche nel caso possa evitarlo. In seguito Doraemon svela a Nobita la verità: Self-Mask è lo stesso Nobita, che aveva deciso di tornare indietro dal futuro per auto-aiutarsi; oltre a ciò, Nobita - nei panni di Self-Mask - ha anche l'occasione di aiutare Tomoyo, un bambino con la paura delle altezze. |                   |                   |
| 145 | Torna a casa, Gian 「いそうろうジャイアン」 - I sōrō JaianIl ciuffo trova contatti 「友だちになってチョンマゲ」 - Tomodachi ni natte chonmage | 12 giugno 2009    | 13 settembre 2016 |
| 145 | Gian, dopo essere fuggito di casa, chiede aiuto a Doraemon e Nobita, obbligandoli a farlo rimanere in casa loro. La presenza di Gian si rivela però presto ingombrante, a causa dell'estrema prepotenza del ragazzo; i due amici tentano così di cacciare Gian dalla loro abitazione, invano. La sera stessa, il bullo chiede a Doraemon un chiusky per sapere cosa sua madre pensi di lui: scopre così che, anche se a volte si mostra severa, sua madre gli vuole veramente bene. Il ragazzo, dopo aver ringraziato Doraemon e Nobita mentre dormono, decide così di ritornare a casa.Doraemon e Nobita vengono a sapere che nel parco del loro quartiere si svolgeranno le riprese di un film con la loro stella preferita, Tsubasa Ito; tuttavia, Gian e Suneo hanno l'occasione di seguire l'evento in prima fila, a causa di alcune conoscenze del padre del ragazzo, mentre i due amici no. Sfruttando il ciuffo trova contatti, un chiusky basato sulla Teoria dei sette contatti - secondo la quale due persone nel mondo sono sempre collegate tra loro mediante sei intermediari - decidono di realizzare il loro sogno e riescono così a conoscere Tsubasa. Insieme a Shizuka, Gian e Suneo, provano quindi a mettersi in contatto con una famosa celebrità di Hollywood, ma dopo varie peripezie a causa di un'omonimia il tentativo non riesce. |                   |                   |
| 146 | L'uomo della pioggia 「雨男はつらいよ」 - Ame otokohatsuraiyo | 19 giugno 2009    | 13 settembre 2016 |
| 146 | Il padre di Nobita è triste, poiché il suo capo e i suoi colleghi preferiscono che lui non si rechi con loro a giocare a golf, visto che è un "uomo della pioggia". Per evitare che il padre di Nobita faccia una brutta figura, Doraemon usa il sun-rain, per scoprire se il padre è veramente un "uomo della pioggia"; appurata tale situazione, i due cercano un "uomo del sole" capace di bilanciare l'effetto negativo di Nobisuke e lo trovano in Gian. Per mantenere il bel tempo lo convincono a tenere un concerto nei pressi del luogo in cui il padre di Nobita gioca a golf; in seguito il ragazzo - tenuto all'oscuro di tutto - è costretto ad andarsene, e inizia conseguentemente a piovere. Il diluvio non scoraggia tuttavia il padre di Nobita, che riesce a giocare un'ottima partita, rendendo felici Nobita e Doraemon. |                   |                   |
| 147 | 「あべこべ惑星」 - Abekobe wakusei – "Il pianeta opposto" | 3 luglio 2009     | inedito           |
| 148 | 「スネ夫ゆうかい事件」 - Suneotto yū kai jiken – "Il rapimento di Suneo"「ドラえもんやめます」 - Doraemon yamemasu – "Doraemon se ne va" | 10 luglio 2009    | inedito           |
| 149 | Viaggio a bordo di un insetto 「コンチュウ飛行機にのろう」 - Konchū hikōki ni norō | 17 luglio 2009    | 20 settembre 2016 |
| 149 | Suneo si vanta con gli amici dicendo che avrebbe comprato un piccolo aereo, tuttavia anticipa a Nobita che non l'avrebbe fatto salire su di esso. Doraemon e Nobita usano allora il tunnel di Gulliver per rimpicciolirsi e, tramite una speciale cloche, riescono a pilotare veri e propri insetti. In seguito i due invitano Shizuka, ma anche Gian e Suneo, invidiosi, li costringono a fare usare anche a loro il chiusky. Mentre vola, l'insetto di Gian viene tuttavia attaccato da un calabrone: il ragazzo è così costretto a fuggire e il resto del gruppo si mette alla sua ricerca. Alla fine la compagnia riesce nell'intento ed impedisce che Gian sia divorato dal calabrone. |                   |                   |
| 150 | Una passeggiata sottomarina 「海に入らず海底を散歩する方法」 - Umi ni hairazu kaitei o sanpo suru hōhōIl calendario variabile 「真夏に冬がやってきた」 - Manatsu ni fuyu ga yattekita | 24 luglio 2009    | 20 settembre 2016 |
| 150 | Suneo invia a Nobita numerose foto della sua vacanza, nella quale ha invitato anche Gian e Shizuka. Poiché Nobita desidera andare al mare, Doraemon usa la dokodemo porta per recarsi nel luogo in cui anche Suneo si trova. Poiché Nobita non sa nuotare, Doraemon usa una speciale corda che permette di allontanare l'acqua: i due riescono così a fare letteralmente una "passeggiata sottomarina". Per sbaglio lo yacht di Suneo finisce tuttavia nello spazio senza acqua creato da Doraemon e Nobita, ed affonda: i due ragazzi, senza farsi vedere, soccorrono gli amici. Al ritorno Suneo viene tuttavia rimproverato dal padre, che aveva invitato dei giornalisti per far fotografare lo yacht.Nobita, stanco del caldo, chiede a Doraemon di usare un chiusky per cambiare il clima: gli viene mostrato il calendario variabile, con il quale Doraemon trasforma il clima estivo in quello di febbraio. Nobita tuttavia abusa del chiusky, cambiando più volte la data per ottenerne vantaggio. A un certo punto il calendario tuttavia si rompe e Doraemon, infuriato, gli spiega che, usando il gadget impropriamente, ha scombussolato l'asse di rotazione terrestre, la quale avrebbe dopo poco distrutto la terra. Tutti fuggono, compreso Doraemon e la famiglia di Nobita; il ragazzo invece resta per aiutare Shizuka, ma non la trova. Solo alla fine Doraemon rivela di aver fatto uno scherzo al ragazzo, affinché tramite lo spavento imparasse la lezione. |                   |                   |
| 151 | Il mistero del fantasma 「だから、ユーレイは出た」 - Dakara, yūrei wa deta | 31 luglio 2009    | 20 settembre 2016 |
| 151 | Suneo invita i suoi amici in vacanza con lui, tuttavia dopo essere arrivato a destinazione terrorizza Nobita organizzando una prova di coraggio. Durante lo svolgimento della prova, il gruppo vede tuttavia un fantasma e, spaventato, decide di controllare meglio il giorno successivo: scoprono così una scuola abbandonata nella quale si ritrovano tre ragazzi e dove sembra si aggiri il fantasma di una ragazza pianista. La pace del luogo è tuttavia minacciata da tre vandali, che il gruppo aveva già incontrato in precedenza: cercano così di cacciarli e, grazie a un chiusky di Doraemon, riescono a trasformare in realtà numerosi fantasmi e personaggi magici. I vandali, dopo aver visto tali creature, fuggono così terrorizzati. |                   |                   |
| 152 | Prigioniero dei sogni 「のび太の中ののび太」 - Nobita no naka no Nobita | 7 agosto 2009     | 10 aprile 2017    |
| 152 | Apparentemente, nessuno si ricorda del compleanno di Nobita: né Doraemon, impegnato a cercare un suo chiusky; né la madre, che lo rimprovera per il suo scarso rendimento scolastico; né infine gli amici, con Gian che anzi se la prende con Nobita. Preso dallo sconforto, il ragazzo decide allora di usare un chiusky che permette di fare sogni "su misura", sebbene Doraemon gliel'avesse espressamente vietato, dicendogli che avrebbe rischiato di fare sogni così belli che l'avrebbero intrappolato nel mondo onirico. Accade infatti come previsto da Doraemon, che insieme agli amici di Nobita è costretto ad entrare nel sogno dell'amico per farlo svegliare: dopo aver rivisto personaggi delle loro passate avventure e superato alcuni contrattempi, riescono infine nell'impresa. Nobita riesce così a svegliarsi e scopre che i suoi amici e la madre avevano solo finto di dimenticare il suo compleanno, per fargli una sorpresa. |                   |                   |
| 153 | Un lieto fine 「幸せな人魚姫」 - Shiawasena ningyo hime | 14 agosto 2009    | 11 aprile 2017    |
| 153 | Un'amica di Tamako porta la figlia Pesoko a casa di Nobita; quest'ultimo, che però non la sopporta, lascia Doraemon da solo ad intrattenere la bambina. Sotto richiesta di quest'ultima, Doraemon legge la fiaba La sirenetta: tuttavia la piccola piange per la tragica fine del racconto (La Sirenetta si getta nell'oceano per non essere riuscita a sposare il principe) e viene così rimproverato. Doraemon decide allora di entrare nella fiaba e modificarla radicalmente per giungere ad un lieto fine, con la Sirenetta che riesce a sposare il principe. Dopo vari tentativi e inconvenienti (fra i tanti, la Sirenetta si innamora di Doraemon) riesce nell'impresa e, tornato a casa Nobita, fa leggere a lui il finale della storia. Pesoko si mette però nuovamente a piangere, poiché preferiva il finale tragico della fiaba facendo punire ingiustamente Nobita da Tamako. |                   |                   |
| 154 | Doraemon innamorato 「恋するドラえもん」 - Koisuru Doraemon | 21 agosto 2009    | 12 aprile 2017    |
| 154 | Doraemon si innamora di una gattina di nome Lia, e decide di sposarla. Le fa molti regali, e la porta a fare delle escursioni all'aperto. Il suo sogno viene tuttavia messo in discussione dalla presenza di Black, un gatto randagio che sembra essere innamorato di Lia. Nobita e i suoi amici decidono allora di aiutare Doraemon: grazie a degli speciali biscotti, si trasformano in gatti e fingono di minacciare Lia: Doraemon può così fare la parte dell'eroe; tuttavia per sbaglio Lia e Black cadono in acqua. Doraemon riesce a salvarli e Black, riprese le forze, decide di andarsene. Tuttavia Doraemon, che ha compreso i sentimenti dei due, rinuncia a sposare Lia e invita i due a mettersi insieme: inoltre, con la dokodemo porta, li fa giungere in una zona caraibica, dove non soffriranno né il freddo né la mancanza di cibo. Oltre ai due gattini, anche Nobita e i suoi amici sono colpiti dalla bontà d'animo di Doraemon, e lo invitano a non scoraggiarsi nella ricerca dell'amore. |                   |                   |
| 155 | Un fiuto quasi infallibile 「ダメ犬、ムク」 - Dame inu, mukuGli gnomi-robot 「こびとロボットははたらき者!?」 - Kobi to robotto wa hataraki-sha!? | 28 agosto 2009    | 13 aprile 2017    |
| 155 | Dopo aver visto a casa di Suneo un video sull'addestramento dei cani poliziotto, anche Gian crede che il suo cane, Muku, abbia un fiuto infallibile. Tuttavia, quando provano a cercare il canarino di Shizuka, Muku li porta ad una tavola calda, suscitando l'ira di Gian, che decide di abbandonarlo. Nobita e Doraemon posizionano allora sul naso di Muku un chiusky invisibile capace di accrescere le capacità olfattive del cane, e fargli trovare dei tesori: riescono così a scoprire dei fossili sulla collina dietro la scuola. Un ricercatore assiste alla scena, e si reca da Gian per chiedergli di affidargli il suo cane: inizialmente acconsente, tuttavia, gli riaffiorano successivamente degli ottimi ricordi passati con Muku. Insegue allora il taxi del ricercatore e gli chiede di poter tenere Muku; i due, così, si riconciliano.La madre di Nobita intima al figlio di fare i compiti, ma lui non ne ha voglia e chiede a Doraemon se esista un chiusky capace di fare il suo lavoro mentre dorme, come nella fiaba del calzolaio stanco aiutato dagli gnomi (Gli gnomi, Fratelli Grimm). Doraemon mostra quindi all'amico gli gnomi robot, un chiusky costituito da una casetta con all'interno degli gnomi che si comportano in modo analogo a quelli della fiaba. Nobita vuole usare il chiusky per far fare agli gnomi i suoi compiti, ma Doraemon glielo impedisce. Per passare il tempo, Nobita decide di usare il chiusky per aiutare la madre e tutti i ragazzi del quartiere che hanno qualche difficoltà. Tornato a casa, cerca di addormentarsi per lasciare lavorare gli gnomi: tuttavia, avendo dormito tutto il pomeriggio, non ha più sonno, ed è costretto a fare i compiti da solo. |                   |                   |
| 156 | C'è un solo Nobita al mondo 「のび太は世界にただ一匹」 - Nobita wa sekai ni tada itsupiki | 4 settembre 2009  | 14 aprile 2017    |
| 156 | Nobita, dopo aver visto un documentario sulle specie protette, rimane affascinato dall'argomento: Doraemon gli mostra così uno spray usato nel futuro per segnalare e proteggere quelle specie. Nobita prova così a cercare animali in via d'estinzione con lo spray, tuttavia si imbatte in Gian e Suneo, che come al solito lo trattano male. Per proteggersi da loro e diventare inoltre famoso, Nobita decide di usare lo spray su sé stesso: entra così nella lista delle specie protette, e diventa una celebrità. Tuttavia, deve sopportare anche gli svantaggi della scelta: tutti lo rincorrono per fargli interviste, gli scienziati lo sottraggono alla famiglia per effettuare degli studi e lo "imprigionano" in un museo, dove ricostruiscono casa sua, ma in modo che tutti possano osservare cosa fa Nobita all'interno di essa. Interviene però Doraemon, che riesce ad annullare l'effetto dello spray grazie ad uno speciale deodorante. Nobita può così tornare a casa dai suoi genitori, che lo accolgono festosamente. |                   |                   |
| 157 | Un esserino terribile 「大あばれ!のび太の赤ちゃん」 - Dai abare! Nobita no akachan | 18 settembre 2009 | 18 aprile 2017    |
| 157 | Nobita decide di usare una macchina per creare creature fantastiche, sebbene Doraemon gliel'abbia vietato. Trova così, anche con l'aiuto di Shizuka, tutti gli ingredienti necessari, e dà vita al processo di creazione. Tornato a casa, Doraemon racconta a Nobita che la macchina è difettosa e che gli animali da essa creati hanno poteri paranormali, che potrebbero usare per sottomettere l'umanità. Nobita ha infatti creato una specie di alieno, e Doraemon non riesce in alcun modo a riportare alla normalità la situazione. Insieme a Shizuka, Nobita accudisce il piccolo alieno e, sotto richiesta di quest'ultimo, lo portano persino in biblioteca, dove legge rapidamente tutti i libri a sua disposizione. Infine, l'essere decide di cercare un altro pianeta più sviluppato, dove potrà conoscere molte più cose e, dopo aver salutato Nobita e Shizuka, che considera suo "padre" e sua "madre", se ne va. Nobita è comunque dispiaciuto, poiché si era affezionato all'alieno, ma ha tuttavia la certezza che ognuno si ricorderà sempre dell'altro. |                   |                   |
| 158 | Il labirinto fai da te 「野比家が巨大迷路に!?」 - Nobi-ka ga kyodai meiro ni!?Violetta degli arcobaleni 「虹のビオレッタ」 - Niji no bioretta | 16 ottobre 2009   | 19 aprile 2017    |
| 158 | Nobita si perde nella gigantesca villa di un'amica della madre. Per esercitarsi con l'orientamento, convince così Doraemon a trasformare la propria abitazione in un labirinto, tramite una ruota che - girata in un senso o nell'altro - può modificare o riportare alla normalità la disposizione delle stanze di un ambiente. Tuttavia, esagera e crea un labirinto troppo grande e ci si perde. Tornata a casa, la madre gira incuriosita la ruota, rendendo ancor più complessa la precedente situazione. Doraemon non sa come riportare la situazione alla normalità, ma il ritorno del padre dal lavoro risolve la situazione: gira infatti la ruota nel senso inverso, riportando tutto alla normalità. Quando tutto sembra risolto, il padre fa però girare per sbaglio la ruota, e la casa si modifica di nuovo.Gian obbliga Nobita a comprare il manga di sua sorella Jaiko, Violetta degli arcobaleni; gli altri ragazzi, tuttavia, fuggono quando lo vedono per non comprare il fumetto. Gian supplica allora Doraemon e Nobita di aiutarlo, per evitare che la sorella si deprima e pensi che non sia una fumettista di talento. Doraemon usa delle speciali caramelle che mescolano alle parole di una persona il prodotto da sponsorizzare e convincono l'ascoltatore ad acquistare il prodotto in questione. I due vendono così quasi tutte le copie del fumetto, tuttavia vengono a scoprire da un appassionato che i disegni sono ottimi e che il fumetto avrebbe acquistato valore in futuro. Ciò attira l'attenzione di altri ragazzi, così Nobita e Doraemon sono costretti a fuggire per non vendere le ultime preziose copie.                                                                            |                   |                   |
| 159 | Una finestra sul mondo 「あの窓にさようなら」 - Ano mado ni sayōnara | 23 ottobre 2009   | 20 aprile 2017    |
| 159 | Nobita si è slogato una caviglia ed è costretto a stare a casa: sta perciò continuamente a osservare ciò che accade dalla finestra. Doraemon usa allora un chiusky per permettere all'amico di cambiare visuale, e Nobita la usa per osservare ciò che si vede dalle finestre dei suoi amici, oltre a numerosi altri paesaggi. Fra i tanti, notano un ragazzo, Hideki, che si reca alla finestra dell'amata per dichiararsi, sebbene sappia che non ci sia nessuno dietro ad essa, visto che sta per partire per lavorare a Tokyo. Al ritorno della ragazza, Momoe, Doraemon proietta la registrazione della dichiarazione del ragazzo sulla finestra: Momoe comprende i sentimenti del ragazzo, e capisce di ricambiarli. Con l'aiuto del fratello, riesce infine a salutare Hideki mentre è in treno, ad augurargli buona fortuna e a dirgli che si sarebbero tenuti in contatto. Nobita e Doraemon piangono quindi commossi per essere riusciti a dare un lieto fine alla storia dei due ragazzi. |                   |                   |
| 160 | La gomma toglitutto e la penna tuttonuovo 「消しゴムでのっぺらぼう」 - Keshigomu de NopperabōI soldatini 「おもちゃの兵隊」 - Omochanoheitai | 30 ottobre 2009   | 21 aprile 2017    |
| 160 | Nobita è invidioso di Goro, un ragazzo che per la sua abilità nella pittura riesce ad impressionare positivamente Shizuka. Doraemon presta allora a Nobita una gomma e una matita speciali capaci di cancellare i tratti della faccia, così da ridisegnarli. Doraemon cerca di aiutare Nobita, ma non riesce nell'intento: il ragazzo torna così, scusandosi, da Goro, che gli disegna una faccia migliore della precedente. Quando però i suoi amici lo vedono, sono invidiosi di lui e gli scarabocchiano la faccia con la matita: si mettono così a litigare scarabocchiandosi la faccia l'un l'altro. Tornano così tutti da Goro per fargli risolvere la situazione, tuttavia il ragazzo ha la mano ingessata, e non può quindi aiutarli.Nobita è inseguito da Gian che, dopo aver visto un film sulle arti marziali, vuole provare le mosse su Nobita. Doraemon, che non può aiutare Nobita perché deve finire un puzzle, manda in soccorso dell'amico un gruppo di cinque soldatini, che difendono Nobita dalle grinfie di Gian e lo proteggono dai numerosi pericoli che incontra lungo la strada. Questi iniziano però ad esagerare, aggredendo anche Suneo, Shizuka, il maestro e Doraemon, che perde persino i sensi. Mentre Nobita cerca di far riprendere l'amico, i soldati inseguono però la madre di Nobita, che per salvarsi è costretta a salire sull'antenna del tetto. |                   |                   |
| 161 | La corsa del millepiedi 「熱血!のび太の運動会」 - Nekketsu! Nobita no undōkai | 6 novembre 2009   | 24 aprile 2017    |
| 161 | Mentre il maestro incoraggia la classe a partecipare alla corsa del millepiedi, una competizione fra le classi quinte della scuola di Nobita, quest'ultimo è addormentato. Il maestro cerca un volontario che guidi il gruppo: svegliandosi, Nobita alza la mano e, sentendo una frase del maestro, dice "Sì!". Il professore, così, equivoca, e crede che Nobita voglia creare la squadra. Doraemon aiuta Nobita nel suo ruolo offrendogli uno speciale dolcetto per far ardere il giovane di entusiasmo. Grazie a ciò, riesce a convincere tutti i suoi compagni di classe a partecipare alla corsa e ad allenarsi, impegnandosi duramente. Anche Gian, che inizialmente non vuole partecipare perché deve aiutare la madre malata, decide infine di dare il suo contributo. Arriva così il giorno della gara, tuttavia per sbaglio Nobita spegne il suo fuoco dell'entusiasmo tirandosi addosso una secchiata d'acqua. Tuttavia, tramite l'allenamento, la squadra del ragazzo si dimostra estremamente forte e riesce a vincere la corsa. |                   |                   |
| 162 | Qualcuno a cui piace lo zero 「宇宙人を追いかえせ!」 - Uchūbito o oi kaese! | 13 novembre 2009  | 25 aprile 2017    |
| 162 | Nobita inciampa su un chiusky per chiamare gli alieni che Doraemon aveva lasciato nella sua cameretta: ne arriva infatti uno (simile ad una capra) dal pianeta Yugigi, estremamente irritato perché stava per cenare. L'alieno minaccia di distruggere la terra, così, per calmarlo, Nobita e Doraemon fanno vari tentativi: scoprono infine che ama la carta, e più precisamente i compiti in cui Nobita prende 0. L'alieno se ne va soddisfatto, tuttavia racconta la sua esperienza, e il giorno dopo arrivano numerosissimi extraterrestri per assaggiare compiti con brutti voti, che tuttavia Nobita non ha, poiché la madre gliel'ha confiscati. Il giorno stesso, Nobita ha un compito, e cerca di prendere zero, dando le risposte a caso: tuttavia accade il contrario e prende 100, il voto massimo. Gli alieni divorano il suo compito, con grande rammarico del giovane, che non potrà mostrare alla madre il suo risultato: il sapore di un buon voto è però per questi alieni disgustoso, così fuggono velocemente dal pianeta. |                   |                   |
| 163 | La cena-concerto di Gian 「恐怖のジャイアンディナーショー」 - Kyōfu no jaiandināshōI dischetti delle abilità 「のび太もたまには考える」 - Nobita mo tamani wa kangaeru | 20 novembre 2009  | 26 aprile 2017    |
| 163 | Gian obbliga Nobita a vendere i biglietti per il suo spettacolo, che consiste in un'esibizione canora seguita da una cena. Nessuno vuole però partecipare allo spettacolo e ognuno fa in modo di non farsi trovare, così Nobita riesce a vendere solo un biglietto, a Dekisugi. Tutto si risolve però per il meglio: infatti, dopo aver assaggiato il piatto che aveva preparato per lo spettacolo, Gian si sente male per il sapore orribile. L'evento viene così annullato. Nobita deve studiare per la verifica di matematica, tuttavia la madre gli affida una commissione. Doraemon gli mostra allora dei dischetti capaci di fargli avere, per un'ora, una determinata qualità: grazie a quella da maratoneta, riesce a tornare a casa velocemente. Scoperto il potenziale dei dischetti, Nobita usa però i rimanenti per eccellere nelle varie materie scolastiche, nello sport e nei giochi di prestigio, con il grande disappunto di Doraemon. Alla fine della giornata, decide di usare l'ultimo dischetto che gli era rimasto, quello del "pensatore". Nobita capisce così che deve iniziare a cavarsela da solo e comprende anche la precedente reazione di Doraemon. Tornato a casa, gli restituisce i dischetti: Doraemon si commuove per la decisione dell'amico e anche Nobita è felice della scelta fatta. |                   |                   |
| 164 | Amico robot a quattro zampe 「名犬!?チューケンパー」 - Meiken!? Chūkenpā | 27 novembre 2009  | 27 aprile 2017    |
| 164 | Poiché Nobita è stanco di essere trattato male da tutti e chiede un amico fedele, Doraemon gli affida un cane robot chiamato Chuken-Pa, affettuosissimo nei confronti del suo padrone: evita infatti che la madre lo sgridi, che Suneo lo prenda in giro e che Gian lo picchi. Tuttavia, Nobita capisce che il cane ha bisogno di un addestramento: lo porta così in un'area isolata tramite la Dokodemo porta. Quando ad un certo punto il cane sembra rivoltarsi contro il padrone, Nobita fugge spaventato; scopre solo dopo che in realtà dietro le sue spalle si trovava un orso pronto ad attaccarlo, e che il cane gli aveva salvato la vita. Nobita inizia allora a cercare Chuken-Pa, senza sapere che anche quest'ultimo, non trovandolo, si era messo sulle sue tracce. Per la perdita del cane Nobita diventa sempre più triste e sconsolato, tuttavia molto tempo dopo riesce nell'intento: trova il cane profondamente danneggiato, ma comunque felicissimo di aver ritrovato Nobita. Chuken-Pa viene così riparato e può continuare a stare con il ragazzo. |                   |                   |
| 165 | Il buco nero e il buco bianco 「のび太の町にブラックホール」 - Nobita no machi ni burakkuhōruLa penna sei così 「ジャイアンのいい所はどこ?」 - Jaian no ī tokoro wa doko? | 4 dicembre 2009   | 28 aprile 2017    |
| 165 | La madre di Nobita deve riportare una pesante sacca da golf e Nobita si offre di aiutarla, per evitare di essere rimproverato a causa del suo pessimo rendimento scolastico. Visto che ciò che deve fare è veramente faticoso, chiede aiuto a Doraemon, che gli presta due penne: una capace di creare un buco nero (per risucchiare oggetti) e una per creare un buco bianco (per far ritornare gli oggetti nella realtà). Con questa penna Nobita aiuta Suneo e Shizuka; disegnati i buchi neri, il ragazzo si dimentica però di cancellarli e varie persone vengono così risucchiate da essi. Oltre a ciò, Nobita perde l'altra penna, che verrà trovata dal suo maestro. Questi, nel correggere compiti, usa la penna per tracciare uno 0 (ossia un cerchio): le persone precedentemente risucchiate sono così sane e salve. Il maestro di Nobita dà come compito a casa quello di descrivere un compagno. Nessuno però vuole descrivere Gian per paura della reazione di quest'ultimo, così Gian obbliga Nobita. Il ragazzo non sa però cosa scrivere: il suo tema deve essere infatti vero, ma deve anche piacere a Gian. Doraemon gli presta così una speciale penna capace di rendere vero ciò che viene scritto tramite essa. Successivamente, quando alcuni bulli circondano Nobita, Gian, sebbene sappia che non ha possibilità di vittoria contro di loro, decide di aiutare l'amico. Nobita è così commosso, e decide di rompere la penna per poter parlare francamente a Gian, il quale si arrabbia. Tuttavia Nobita ha comunque scritto sul quaderno che, malgrado i tanti difetti, Gian è "un amico con la A maiuscola".                                                                                         |                   |                   |

## Speciali
Gli episodi speciali di Doraemon vengono trasmessi in Giappone in occasione di eventi o ricorrenze particolari; sono inediti in Italia.
L'episodio 135, sebbene sia compreso nella numerazione degli episodi, è in realtà speciale a tutti gli effetti.
| Nº  | Giapponese 「Kanji」 - Rōmaji - Traduzione letterale | In onda           | In onda  |
| Nº  | Giapponese 「Kanji」 - Rōmaji - Traduzione letterale | Giapponese        | Italiano |
| 135 | 「山おく村の怪事件」 - Yama oku mura no kai jiken – "Il mistero del villaggio fra le montagne" | 20 febbraio 2009  | inedito  |
| S25 | 「天の川鉄道の夜」 - Amanogawa tetsudō no yoru – "Tour notturno sulla Via Lattea" | 6 marzo 2009      | inedito  |
| S26 | 「さようならドラえもん」 - Sayōnara Doraemon – "Addio, Doraemon!"「のび太と星を流すクジラ」 - Nobita to hoshi o nagasu kujira – "Nobita e la balena volante"                                                                      | 20 marzo 2009     | inedito  |
| S27 | 「のび太を愛した美少女」 - Nobita o aishita bishōjo – "La bellissima ragazza di cui Nobita si innamorò" | 26 giugno 2009    | inedito  |
| S28 | 「ドラえもんの長い一日」 - Doraemon no nagai tsuitachi – "La lunga giornata di Doraemon" | 11 settembre 2009 | inedito  |
| S29 | 「聖夜ののび太クロース」 - Seiya no Nobita kurōsu – "Nobita diventa Babbo Natale"「マッチ売りのドラミ」 - Matchiuri no Dorami – "La piccola fiammiferaia Dorami"                                                                  | 11 dicembre 2009  | inedito  |
| S30 | 「どら焼き伝説を追え!」 - Dora-yaki densetsu o oe! – "La leggenda dei dorayaki"「45年後… 〜未来のぼくがやって来た〜」 - 45-Nen-go… 〜Mirai no boku ga yattekita 〜 – "45 anni dopo... Il me del futuro torna indietro nel tempo!" | 31 dicembre 2009  | inedito  |